# Phanerococculus rapaneae
Phanerococculus rapaneae är en svampart som beskrevs av Cif. 1954. Phanerococculus rapaneae ingår i släktet Phanerococculus, klassen Dothideomycetes, divisionen sporsäcksvampar och riket svampar.   Inga underarter finns listade i Catalogue of Life.